# ویکتور اوربان
ویکتور میهای اوربان (مجاری: Orbán Viktor Mihály؛ زادهٔ ۳۱ مهٔ ۱۹۶۳) سیاستمدار اهل مجارستان است که از ۲۰۱۰ تاکنون سمت نخست‌وزیر مجارستان را بر عهده دارد. او از ۱۹۹۳ با یک وقفه کوتاه بین سال‌های ۲۰۰۰ تا ۲۰۰۳ ریاست حزب فیدس را بر عهده داشته است.
ویکتور اوربان طولانی‌ترین دوره رهبری در اتحادیه اروپا را دارد. او فردی باهوش، تحصیل‌کرده، با شخصیتی کاریزماتیک است.

## آغاز زندگی
ویکتور اوربان در ۳۱ مه ۱۹۶۳ زاده شد. او کوچک‌ترین فرزند در میان سه پسر خانواده بود. پدر اوربان مهندس کشاورزی و عضو حزب کمونیست و مادر او معلم دانش‌آموزانی با نیازهای ویژه بودند. او به مدرسه‌ای شبانه‌روزی رفت و وارد لیگ فوتبال جوانان کمونیست شد. اوربان در باشگاه فوتبال فلچوت بازی می‌کرد.
ویکتور اوربان پیش از ورود به دانشگاه، خدمت سربازی خود را به پایان رساند. به گفته خودش در این دوره سرویس مخفی کمونیستی به او پیشنهاد جاسوسی می‌دهد. اما او رد می‌کند.

## سوابق سیاسی

### دوران دانشجویی
اوربان قبل از ورود به سیاست در پی انقلاب‌های ۱۹۸۹ در دانشگاه‌های لوراند اوتووش و آکسفورد تحصیل کرد. اوربان در دهه ۱۹۸۰ میلادی و در زمان جمهوری خلق مجارستان از رهبران جنبش دانشجویی بود. حزب محافظه‌کار فیدس به رهبری او در سال ۱۹۸۸ در یک خوابگاه دانشجویی تأسیس شد. او رهبری جنبش دانشجویی اصلاح‌طلب اتحاد دموکرات‌های جوان، فیدس نوپا را بر عهده داشت. اوربان در سال ۱۹۸۹ پس از ایراد سخنرانی در مراسم خاکسپاری ایمره نادی و قربانیان انقلاب ۱۹۵۶ که در آن آشکارا خواستار خروج نیروهای شوروی از کشور شد در سطح ملی شناخته شد. اوربان با بورسیه بنیادهای جامعه باز از دانشگاه آکسفورد به تحصیل فلسفه لیبرال سیاسی پرداخت. اما برای انتخابات سال ۱۹۹۰ تحصیل خود را نیمه‌کاره گذاشت. چون فیدس ۲۲ کرسی را در اختیار گرفته بود و ویکتور اوربان نفر اول فهرست حزب شده بود. او در آکسفورد با راجر اسکروتن آشنا شد.

### نخستین دوره

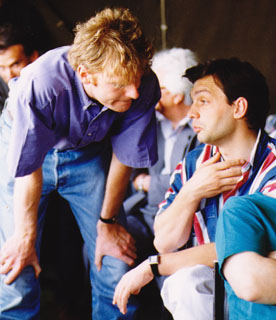
گفتگوی گابور فودور و ویکتور اوربان در طول جلسه - جلسه Szárszó ۱۹۹۳

پس از گذار مجارستان به دموکراسی چند حزبی در سال ۱۹۹۰ او به عضویت مجلس ملی انتخاب شد و تا سال ۱۹۹۳ گروه پارلمانی فیدس را رهبری کرد. تحت رهبری او فیدس از پلتفرم اصلی راست میانه، لیبرال کلاسیک و طرفدار اروپا به سمت محافظه‌کار ملی دست راستی گرایش یافت. اقتصاد مجارستان در دوره نخست‌وزیری او شاهد رشدی چشمگیری بود.
در سال ۱۹۹۲ ویکتور اوربان به همراه حزب فیدس به جنبش جهانی بین‌الملل لیبرال پیوست. اما از میانه دهه ۱۹۹۰ به سوی ملی‌گرایی تغییر گرایش داد.

### شکست و بازگشت به قدرت
حزب فیدس در انتخابات سال ۱۹۹۸ به پیروزی رسید و اوربان جوان‌ترین نخست‌وزیر اروپا شد. با رهبری او مجارستان در سال ۱۹۹۹ به ناتو پیوست. اما این حزب در انتخابات سال‌های ۲۰۰۲ و ۲۰۰۶ شکست خورد. بحران مالی ۲۰۰۸–۲۰۰۷ زمینه‌ساز بازگشت اوربان و حزب فیدس به قدرت در سال ۲۰۱۰ شد.

### ۲۰۱۰ تاکنون
ویکتور اوربان از سال ۲۰۱۰ با تغییر در قانون اساسی مجارستان، زمینه را برای یکه‌تازی حزب خود و کنترل رسانه‌ها فراهم کرده است.
در سال ۲۰۱۳ دو مشاور او به نام‌های جورج برنباوم و آرتور فینکلشتاین به اوربان پیشنهاد کردند که جرج سوروس را دشمن بنامد؛ زیرا در مجارستان افراد زیادی هستند که از افکار او خوششان نمی‌آید و او را سیاست‌گذار پشت پرده مجارستان می‌دانند.
ویکتور اوربان پیرو سیاست‌های ضد مهاجرتی است. تحت رهبری او در سال ۲۰۱۵ برای جلوگیری از ورود پناهجویان غیرقانونی، مجارستان حصاری در طول مرزهای خود با صربستان و کرواسی کشید. این سیاست‌های ضد مهاجرتی و شعارهای تند او علیه مهاجران، باعث درگیری با اتحادیه اروپا شدند.

## نزدیکان دولتی
در مه ۲۰۱۲ در پی کناره‌گیری پال اشمیت، رئیس‌جمهوری پیشین مجارستان به دلیل اتهام سرقت علمی در نگارش پایان‌نامه دکترا مجمع ملی مجارستان یانوش آدر را به عنوان رئیس‌جمهوری جدید این کشور را انتخاب کرد؛که در آن زمان از متحدان نزدیک او بود. دوره‌های بعد کاتالین نواک و تاماش شویک به این سمت منصوب شدند.